# عبد الله بن عتيك
عبد الله بن عتيك صحابي جليل. اسمه عبد الله بن عتيك بن قيس بن الأسود بن مري بن كعب بن غنم بن سلمة بن الخزرج الأنصاري. كان أمير سرية قتل سلام بن أبي الحقيق، وكان ممن قتل أبا رافع بن أبي الحقيق اليهودي بيده وكان في بصره شيء، فنزل تلك الليلة عن درج أبي رافع بعد قتله إياه فوثب فكسرت رجله فاحتمله أصحابه حينا فلما وصل إلى رسول الله  مسح رجله، وقال فكأني لم أشتكها قط، وقال الرسول له وللذين توجهوا معه في قتل ابن أبي الحقيق إذ رآهم مقبلين وكان الرسول صلى الله عليه وسلم اعلى المنبر يخطب فلما رآهم قال أفلحت الوجوه. استشهد في معركة اليمامة في خلافة أبي بكر الصديق في السنة الحادية عشر للهجرة.
روى عن النبي محمد أن محمد بن عبد الله بن عتيك أحد بني سلمة عن أبيه عبد الله بن عتيك قال سمعت رسول الله  يقول من خرج من بيته مجاهدا في سبيل الله عز وجل ثم قال بأصابعه هؤلاء الثلاث الوسطى والسبابة والإبهام فجمعهن وقال وأين المجاهدون فخر عن دابته فمات فقد وقع أجره على الله أو لدغته دابة فمات فقد وقع أجره على الله أو مات حتف أنفه فقد وقع أجره على الله عز وجل والله إنها لكلمة ما سمعتها من أحد من العرب قبل رسول الله  فمات فقد وقع أجره على الله ومن مات قعصا فقد استوجب المآب.